# 16649 Masayasu
16649 Masayasu este o planetă minoră (asteroid), cu un diametru de 2,627 km, din centura de asteroizi. A fost descoperită pe 15 octombrie 1993 la Kitami Observatory⁠(d) de Kin Endate. 
Obiectul prezintă o orbită caracterizată de o semiaxă mare de 2,2971531 UAi, o excentricitate de 0,15, o înclinație de 6,91534 ° în raport cu ecliptica.